# NGC 1367
NGC 1367 (NGC 1371) é uma galáxia  localizada na direcção da constelação de Fornax. Possui uma declinação de -24° 56' 00" e uma ascensão recta de 3 horas, 35 minutos e 01,2 segundos.
A galáxia NGC 1367 foi descoberta em 17 de Novembro de 1784 por William Herschel.